# Trilby (Florida)
Trilby è un census-designated place (CDP) degli Stati Uniti d'America, situato in Florida, nella contea di Pasco.